# Анна Катарина фон Зайн-Витгенщайн
Анна Катарина фон Сайн-Витгенщайн (на немски: Anna Katharina von Sayn-Wittgenstein; * 27 юли 1610 в Зимерн; † 3 септември 1690 в Клайнерн, близо до Вилдунген) от рода Зайн-Витгенщайн е графиня от Зайн-Витгенщайн-Витгенщайн и чрез женитба графиня от 1645 до 1660 г. регентка на Валдек-Вилдунген.
Тя е дъщеря на граф Лудвиг II фон Зайн-Витгенщайн-Витгенщайн (1571 – 1634) и съпругата му графиня Елизабет Юлиана фон Золмс-Браунфелс (1578 – 1634), дъщеря на граф Конрад фон Золмс-Браунфелс (1540 – 1592) и графиня Елизабет фон Насау-Диленбург (1542 – 1603), дъщеря на граф Вилхелм „Богатия“ фон Насау-Диленбург.
Анна Катарина фон Зайн-Витгенщайн е от 1645 до 1660 г. регентка заедно с нейния зет граф Хайнрих Волрад фон Валдек-Айзенберг (1642 – 1664) на синовете си Кристиан Лудвиг (1635 – 1706) и Йосиас II (1636 – 1669).
Анна Катарина фон Сайн-Витгенщайн умира на 3 септември 1690 г. на 80 години в Клайнерн близо до Вилдунген, Хесен-Касел.

## Фамилия
Анна Катарина фон Зайн-Витгенщайн се омъжва на 26 октомври 1634 г. във Франкфурт на Майн за граф Филип VII (VI) фон Валдек-Вилдунген (* 25 ноември 1613 в Алт-Вилдунген; † 24 февруари 1645 в Табор, Бохемия), син на граф Кристиан фон Валдек-Вилдунген (1585 – 1637) и графиня Елизабет фон Насау-Зиген (1584 – 1661). Те имат децата:
- Кристиан Лудвиг (* 29 юли 1635, Валдек; † 12 декември 1706, Ландау), граф на Валдек, Пирмонт и Раполтщайн, женен I. на 2 юли 1658 г. за графиня Анна Елизабет фон Раполтщайн (1644 – 1678), наследничка на Раполтщайн, дъщеря на граф Георг Фридрих фон Раполтщайн, II. на 6 юни 1680 г. в Идщайн за графиня Йоханета фон Насау-Идщайн-Саарбрюкен (1657 – 1733), дъщеря на граф Йохан фон Насау-Идщайн
- Йосиас II (* 31 юли 1636, Вилдунген; † 16 юли 1669, убит в битка при Кандия), граф на Валдек-Вилдунген и Пирмонт, женен на 26 януари 1660 г. в Аролзен за графиня Вилхелмина Кристина фон Насау-Зиген-Хилхенбах (1629 – 1700), дъщеря на граф Вилхелм фон Насау-Зиген-Хилхенбах
- Юлиана Елизабет (* 1 август 1637; † 20 март 1707, Рейнхардсхаузен), омъжена на 27 януари 1660 г. в Аролзен за граф Хайнрих Волрад фон Валдек-Айзенберг (1642 – 1664), син на граф Филип Дитрих фон Валдек-Айзенберг
- Анна София (* 1 януари 1639, Валдек; † 3 октомври 1646)
- Йохана (* 30 септември 1639, Валдек; † 2 октомври 1639, Валдек)
- Филипа/Филипина (* 5 ноември 1643; † 3 август 1644)